# Años 1140
Los años 1140 o década del 1140 empezó el 1 de enero de 1140 y terminó el 31 de diciembre de 1149.

## Acontecimientos
- En península ibérica: En 1146 de nuevo los príncipes árabes piden ayuda a otro pueblo africano: los Almohades. Se apoderan de todos los territorios. Dejan un gobernador. Convierten los territorios del sur de la península ibérica en provincia dependiente del imperio africano. Trasladan la capital a Sevilla.
- Celestino II sucede a Inocencio II como papa en el año 1143.
- Lucio II sucede a Celestino II como papa en el año 1144.
- Eugenio III sucede a Lucio II como papa en el año 1145.
- Batalla de Sacavém
- En la localidad de Sigüenza (actualmente España, en aquel tiempo, Reino de Castilla) comienza la construcción de la Catedral de Santa María de Sigüenza.